# Skov-bjergrandøje
Skovbjergrandøjen (Erebia ligea) er en sommerfugl i takvingefamilien. Den er endemisk for Europa som mange andre arter i slægten Erebia, der omfatter over 70 arter. Skovbjergrandøje findes dog i lavlandet i Skandinavien og Mellemeuropa og ikke som de fleste andre bjergrandøjer i bjerge, ofte over trægrænsen. I Danmark er arten truffet enkelte gange. Sommerfuglen overvintrer første gang som æg og anden gang som larve, inden den forpupper sig og udvikler sig til den voksne sommerfugl. Larven lever i Mellemeuropa af fx hundegræs, mosebunke, rød svingel og blåtop.
- Erebia ligea ligea ♀
- Erebia ligea ligea  ♀ △

## Udseende
Skovbjergrandøje kendes let på sin sortbrune grundfarve med orangebrune bånd over vingerne med hvidkernede øjepletter. Især hannen har et karakteristisk smalt, hvidt bånd på undersiden af bagvingen.